# Hôpital de la Salpêtrière

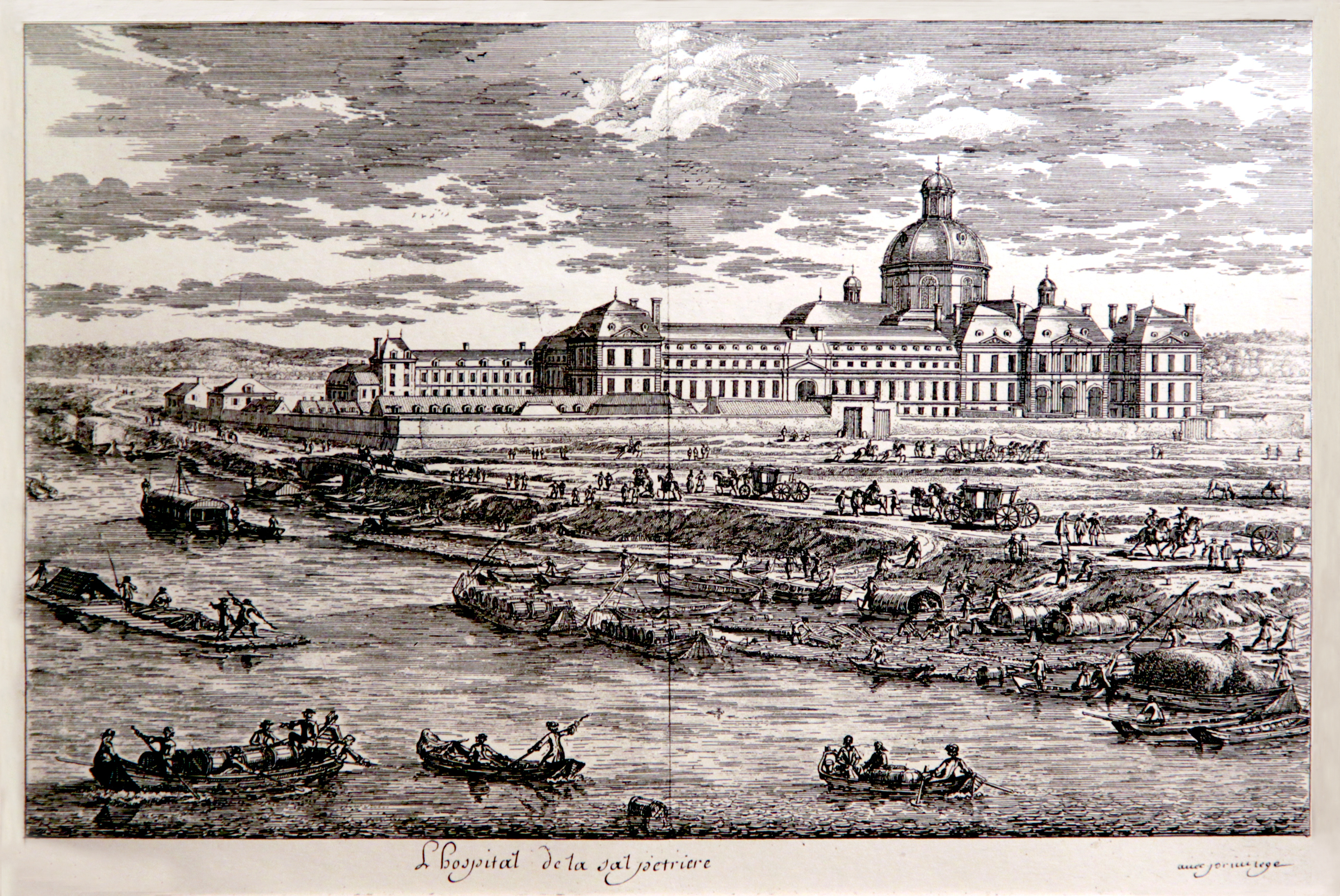
Gravure van Hopital de la Salpêtrière rond 1660 door Adam Pérelle gegraveerd.

Het Hôpital de la Salpêtrière in Parijs was een van de belangrijkste en bekendste centra voor psychiatrie en neurologie in Europa.
Het Hôpital de la Salpêtrière werd gebouwd in opdracht van koning Lodewijk XIV naar plannen van hofarchitect Libéral Bruant. Het werd eerst gebruikt als salpeterfabriek (vandaar de naam: salpeter wordt gebruikt bij de productie van buskruit). Na enige jaren werd het gebouw in gebruik genomen als opvoed- en opvangcentrum voor geestelijk gestoorde vrouwen en prostituees. Mannen werden in andere instellingen behandeld.
Het ziekenhuis kwam in de tweede helft van de 19e eeuw tot grote bloei, met name door het baanbrekende werk dat directeur Jean-Martin Charcot er verrichtte. Onder zijn leiding werd Salpêtrière het Europese centrum voor onderzoek naar hysterie en dissociatieve aandoeningen en werd uitgebreid onderzoek gedaan naar de toepassing van hypnose. Ook werden neurologische aandoeningen als epilepsie, amyotrofe laterale sclerose en multiple sclerose bestudeerd en beschreven.
Vele inmiddels bekende namen waren werkzaam of studeerden aan het Salpêtrière, waaronder Pierre Janet, Jules Cotard, Georges Gilles de la Tourette, Pierre Marie, Sigmund Freud, Joseph Babinski, Philippe Pinel en Alfred Binet.
In de 20e eeuw fuseerde het Hôpital de la Salpêtrière met een ander ziekenhuis. Tegenwoordig heet de instelling Hôpital de la Pitié-Salpêtrière.
Het ziekenhuis huisvest de Institut du cerveau et de la moelle épinière.

## Trivia
- Prinses Diana (1961-1997) is overleden in het Hôpital de la Pitié-Salpêtrière.
- Het fictieve personage Hedwig uit de roman Van de koele meren des doods van schrijver en psychiater Frederik van Eeden wordt tijdens haar verblijf in Parijs opgenomen in het Hôpital de la Salpêtrière.
- In de roman Boken om Blanche och Marie[1] (2004) van Per Olov Enquist wordt Blanche Wittmann als jonge zenuwpatiënte opgenomen in de psychiatrische kliniek van het Salpêtière-ziekenhuis, waar Charcot haar arts is.
- Ook in de Duitse roman (2015) Runa van Vera Buck is geplaatst in het Salpêtrière van de tweede helft van de 19de eeuw, waar zij de beroemde dokter J.M. Charcot de scepter laat zwaaien over diens hysterische en immorele patientes en zij bijrollen toedenkt aan de dokters Gilles de la Tourette, J.B. Luys en J. Babinski, alle vier destijds verbonden aan de kliniek.
- De roman Chalet 1 van André Baillon (Nederlands: In de Piepzak) gaat over zijn verblijf in de psychiatrische afdeling van het ziekenhuis.
- De debuutroman ‘ Het Bal der Gekken’ van de Franse Victoria Mas (2021) speelt zich af in Hôpital de la Salpêtrière. Het is 1885, heel Parijs is in de ban van dokter Charcot en zijn openbare hypnosesessies, waarbij hij gek of hysterisch verklaarde vrouwen behandelt. Maar zijn ze wel gek of bestempelt de maatschappij hen als zodanig om ven hen af te zijn? Één avond per jaar,op halfvasten, komt de Parijse elite-eenheid dansen met de bewonersvereniging de instelling. Het Bal der Gekken is zowel voor de elite als voor de verbannen vrouwen het hoogtepunt van het jaar en voor de laatsten een zeldzaam moment van hoop.
- De Franse revolutionaires Théroigne de Mericourt (1762-1817) en Claire Lacombe (1765-1826) overleden op de psychiatrische afdeling van het Hôpital de la Salpêtrière.

- Bibliothèque nationale de France: cb118764867 (data)
- Gemeinsame Normdatei: 7536360-4
- International Standard Name Identifier: 0000 0001 2150 9058
- Library of Congress Control Number: n50079462
- Nationale Bibliotheek van Israël: 987007604704305171
- Système universitaire de documentation: 027584623
- Virtual International Authority File: 168148121